# Discophlebia lipauges
Discophlebia lipauges is een vlindersoort uit de kleine familie van Oenosandridae. Deze vlinders komen uitsluitend voor in Australië.